# Орляково
45°38′ пн. ш. 15°22′ сх. д. / 45.63° пн. ш. 15.37° сх. д.
Орляково (хорв. Orljakovo) — населений пункт у Хорватії, у Карловацькій жупанії у складі громади Каманє.

## Населення
Населення за даними перепису 2011 року становило 188 осіб.
Динаміка чисельності населення поселення: